# Stettbach (Seeheim-Jugenheim)

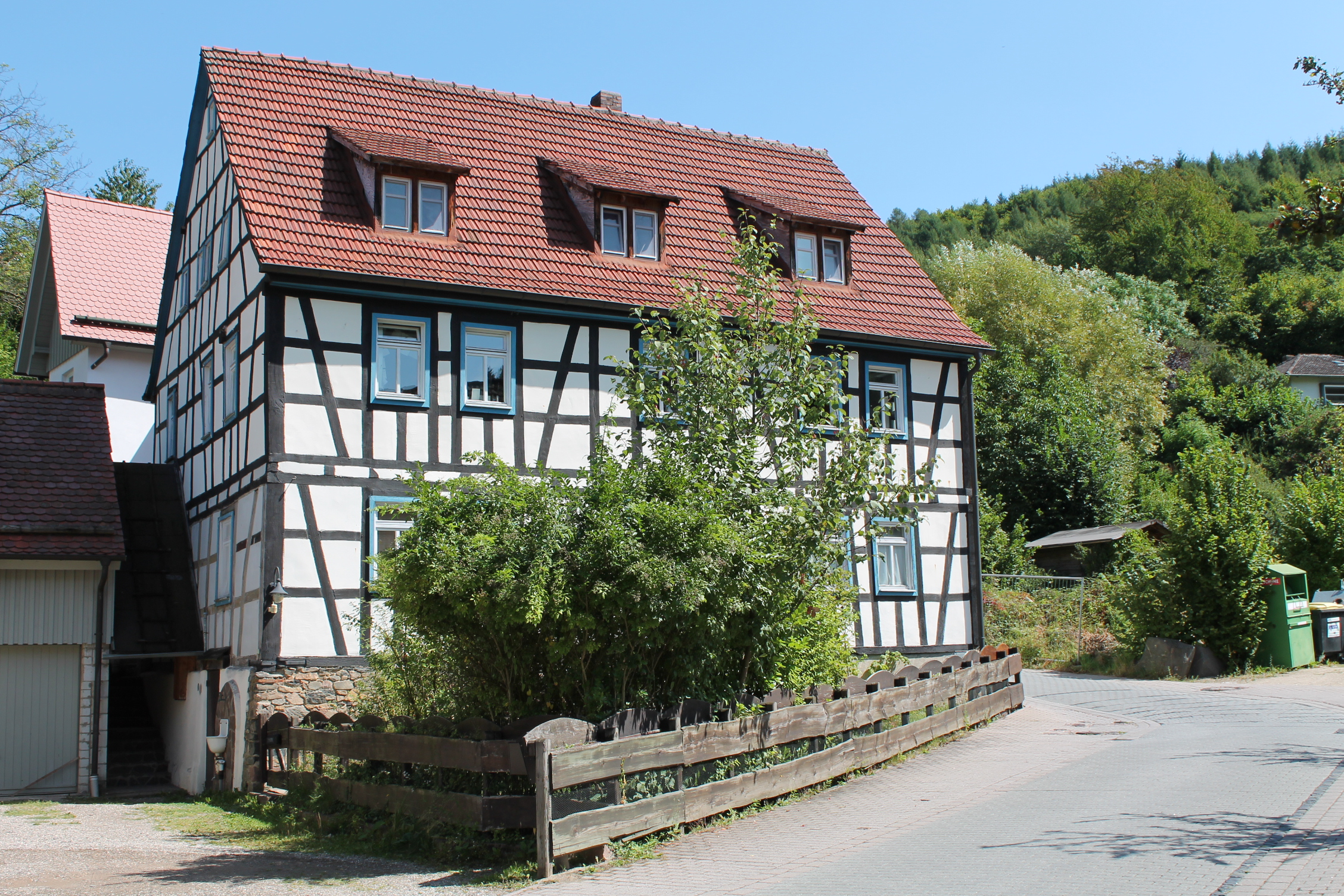
Fachwerkhaus in Stettbach

Stettbach ist ein Dorf der Gemeinde Seeheim-Jugenheim im südhessischen Landkreis Darmstadt-Dieburg, das verwaltungsmäßig zum Ortsteil Ober-Beerbach gehört.

## Lage
Stettbach liegt von Wald umgeben im Naturpark Bergstraße-Odenwald an der Bergstraße im Odenwald und wird vom Stettbach durchflossen, der in westlicher Richtung talabwärts nach Jugenheim führt, wo er sich mit dem Quaddelbach zum Landbach vereinigt. Die Siedlung ist Teil der Gemarkung Ober-Beerbach.

## Geschichte
Spätestens 1420 wird Stettbach als Stedebach urkundlich, als ein Hademar zu Laber und seine Ehefrau Walpurg geborene Schenk zu Erbach, das halbe Dorf mit dem halben Teil aller Zinsen und Gülten an den Pfalzgrafen Ludwig den Bärtigen verkauft. Noch im selben Jahr übernimmt Schenk Konrad von Erbach als Käufer den Vertrag. 1617 hat ein Junker Schrautenbach vier Huben im Ort. 1662 verkaufen die Gebrüder von Frankenstein die Orte Allertshofen, Schmal-Beerbach und Stettbach, nicht als Lehen, sondern als ihr Eigentum und Zubehör der Burg Frankenstein an den Landgrafen von Hessen-Darmstadt.
Stettbach gehörte bereits im ausgehenden Mittelalter (1699) zur Gemarkung Ober-Beerbach. Damals gab es zwei Orte, nämlich im westlichen Tal das Dorf Niederstettbach und weiter bachaufwärts Oberstettbach, das heutige Stettbach. Im Jahr 1791 wurden 85 und 1806 wurden 35 Einwohner in 16 Häusern gezählt und es wurde durch den Schultheiß in Ober-Beerbach mitverwaltet.
Die Statistisch-topographisch-historische Beschreibung des Großherzogthums Hessen berichtet 1829 über Stettbach:

„Stettbach (L. Bez. Bensheim) luth. Filialdorf; liegt 3 St. von Bensheim, und hat 22 Häuser und 146 Einw., die bis auf 2 Reform. lutherisch sind. Der Ort ist 1662 von den Herrn von Frankenstein durch Kauf an Hessen gekommen.“

Im Jahr 1854 noch als Filialdorf benannt, ist der Ort ab 1871 durchgängig als Wohnplatz (Siedlung) von Ober-Beerbach ausgewiesen. Beim Zensus 2011 wurden 141 Einwohner gezählt.
Gerichtliche Zuständigkeit
Bei der Trennung der Rechtsprechung von der Verwaltung 1821 ging die erstinstanzliche Rechtsprechung in Stettbach auf das neu eingerichtete Landgericht Zwingenberg über, ab 1879 war das Amtsgericht Zwingenberg zuständig, das 1934 aufgelöst wurde. Seitdem ist das Amtsgericht Bensheim zuständig.